# Крутое (Добровский район)
Круто́е — село Добровского района Липецкой области. Административный центр Крутовского сельсовета. 

## Название
Название — по крутому берегу реки Воронежа.

## География
Село расположено на Чаплыгинском шоссе (42К-189) в 21 км на север от райцентра села Доброе.

## История
Крутое в качестве «Новоселебного села Лебедянского уезда с церковью Архистратига Божия Михаила» упоминается в окладной книге 1676 г. На построение, вместо малопоместительной и ветхой деревянной Архангельской церкви, храмозданная грамота дана была в 1858 г., в 1859 г. начато строение церкви, а в 1862 г. она была окончена и освящена благочинным Василием Славяновым. Колокольня, находящаяся в общей связи с церковью, устроена с нею одновременно, материалом для ней послужила преждебывшая церковь. В 1874 г. вокруг церкви устроена была каменная ограда, а в 1878 году стены церкви внутри были расписаны приличными картинами. 
В XIX — начале XX века село входило в состав Путятинской волости Раненбургского уезда Рязанской губернии. В 1906 году в селе было 163 дворов.
С 1928 года село являлось центром Крутовского сельсовета Добровского района Козловского округа Центрально-Чернозёмной области, с 1944 года — в составе Колыбельского района, с 1954 года — в составе Липецкой области, с 1956 года — в составе Добровского района.

## Население
| 1859 | 1897  | 1906  | 2006 | 2010 |
| ---- | ----- | ----- | ---- | ---- |
| 911  | ↗1231 | ↗1389 | ↘586 | ↘553 |

## Инфраструктура
В селе имеются средняя общеобразовательная школа (новое здание открыто в 1987 году), фельдшерско-акушерский пункт, отделение почтовой связи.

## Достопримечательности
В селе расположена полуразрушенная Церковь Михаила Архангела (1862). В селе родился и вырос поэт и художник Леонид Николаевич Ширнин.